# Зелёные кваквы
Зелёные кваквы (лат. Butorides) — род среднего размера птиц семейства цаплевых, распространённых в Старом и Новом Свете. Состоит из трёх видов, близких друг к другу как по морфологическим, так и по экологическим характеристикам. Некоторые орнитологи рассматривают этих птиц как конспецифичных, то есть принадлежащих к одному виду. Наиболее распространена Зелёная кваква (Butorides striatus), которая обитает на севере Африки, в Азии, Австралии и Южной Америке, и ведёт преимущественно оседлый образ жизни. Американская зелёная кваква (Butorides virescens) живёт в Северной, Центральной и северной части Южной Америки. Галапагосская зелёная кваква (Butorides sundevalli) — эндемик Галапагосских островов у берегов Эквадора. Кроме того, известен ещё один ископаемый вид Butorides validipes, чьи останки были обнаружены во Флориде и относят к раннему Плейстоцену.
Все три современных вида около 44 см длиной, имеют зелёно-синее блестящее оперение спины и крыльев, шапочку тёмно-зелёных перьев на голове и относительно короткие для цапель жёлто-оранжевые ноги. Различия касаются оперения нижней части тела, которое у американской зелёной кваквы каштаново-коричневое с белыми продольными полосами, у зелёной кваквы серое или грязно-белое, а у галапагосского вида более тёмно-серое по сравнению с зелёной кваквой. На галапагосских островах, где сосуществуют два последних вида, орнитологи сталкиваются с трудностями в идентификации, встречая все промежуточные характеристики. Одни учёные связывают это с идентичностью вида, а другие с большим процентом смешанных птиц.
Все три вида имеют схожие поведенческие характеристики. Они гнездятся на берегу небольших болот, в зарослях кустарников или на ветвях деревьев, реже на земле. Кладка состоит из 3-5 яиц, яйца насиживаются обоими родителями. Питаются главным образом рыбой, беспозвоночными животными и насекомыми. Во время охоты неподвижно караулят добычу на берегу либо на небольшом возвышении, или медленно и осторожно передвигаются по мелководью. У этих птиц имеется особенность использовать съедобную приманку: они бросают кусочек хлеба, сухой корм и т. п. в воду, тем самым привлекая жертву.
Джеймс Кушлан (англ. Kushlan, James A.) выделил следующие поведенческие различия между зелёной кваквой и галапагосской зелёной кваквой:
- Самка галапагосского вида при нахождении в гнезде вытягивает шею.
- Галапагосский вид щёлкает клювом, тогда как зелёная кваква нет.
- Зелёная кваква раскачивается при движении, а галапагосская зелёная кваква нет.